# 王维平 (1965年)
王维平（1965年11月—），甘肃甘谷人，中国共产党和中华人民共和国政治人物。
王维平长期在中共中央组织部工作，历任老干部局巡视员、副局长，人才工作局巡视员、副局长，干部监督局局长，干部三局局长。2021年8月，任中共广西壮族自治区党委常委、组织部部长。2024年9月20日升任中共广西壮族自治区党委副书记，至2025年5月23日卸任自治区党委组织部部长。